# Free
Free es el nombre de un grupo de rock británico formado en Londres en 1968 conocido especialmente por su popular canción «All Right Now».

## Historia
La banda se forma cuando el vocalista Paul Rodgers se junta con el baterista Simon Kirke. Paul Kossoff, guitarrista principal de la banda y reverenciado guitarrista de blues-rock, muere de una insuficiencia cardiaca provocada por el uso constante de drogas en 1976 a la edad de 25 años.
El grupo se hizo famoso por sus sensacionales conciertos y sus incesantes giras, aunque sus primeros álbumes de estudio tuvieron pocas ventas hasta el lanzamiento de "Fire and Water", el cual incluía su gran éxito «All Right Now». Esta canción les ayudó a asegurar su presencia en el Festival de la Isla de Wight (1970), donde tocaron delante de 600 000 personas. Como los propios miembros supervivientes de la banda han reconocido, los problemas personales se cruzaron en su camino y les impidieron alcanzar metas mayores.

## Miembros
- Paul Rodgers - voz (1968-1971, 1972-1973), guitarra rítmica (1972-1973), guitarra líder (1972), teclados, piano (1972)
- Paul Kossoff (murió en 1976) - guitarra líder (1968-1971, 1972, 1972-1973)
- Andy Fraser (murió en 2015) - bajo, teclados, piano, guitarra rítmica (1968-1971, 1972)
- Simon Kirke - batería, percusión (1968-1971, 1972-1973), coros (1972-1973)
- Tetsu Yamauchi - bajo (1972-1973)
- John Bundrick - teclados, piano, órgano, coros (1972-1973)
- Wendell Richardson - guitarra líder (1973)

## Discografía

### Álbumes
- Tons Of Sobs. Island (noviembre 1968) - POP #197
- Free. Island (octubre 1969) - UK #22
- Fire and Water. Island (junio 1970) - POP #17; UK #2
- Highway. Island (diciembre 1970) - POP #190; UK #41
- Free Live! (en vivo). Island (junio 1971) - POP #89; UK #4
- Free At Last. Islandés (junio 1972) - POP #69; UK #9
- Heartbreaker. Island (enero 1973) - POP #47; UK #9
- The Free Story (recopilación). Island (marzo 1974) - UK #2
- The Best Of Free (recopilación). A&M (abril 1975) - POP #120
- Free And Easy, Rough And Ready (recopilación). Island (noviembre 1976)
- Completely Free (recopilación). Island (octubre de 1982)
- All Right Now: The Best of Free (recopilación). Island (febrero de 1991) - UK #9
- Molten Gold: The Anthology (recopilación 2xcd). A&M (octubre de 1993)
- Walk in My Shadow: An Introduction to Free (recopilación). Island (noviembre de 1998)
- Free: All Right Now (recopilación). Spectrum (octubre de 1999)
- Songs Of Yesterday (recopilación 5xcd). Island (mayo de 2000)
- The Universal Masters Collection (recopilación). Universal (octubre de 2001)
- 20th Century Masters Millenium Collection (recopilación). Universal (agosto de 2002)
- Chronicles (recopilación 2xcd). Universal (abril de 2005) – UK #42
- Free - Live At The BBC (en vivo, grabado entre 1968 y 1972, 2xcd). Island (septiembre de 2006)
- Rock Legends (recopilación). Island (enero de 2008)
- Fire and Water: Rarities Edition. Universal Argentina y Japón (abril de 2010)

POP: Billboard 200 Album Chart; UK: UK Albums Chart

### Sencillos
- "Broad Daylight / The Worm". Island (marzo 1969)
- "I'm A Mover / Worry". A&M (marzo 1969)
- "I'll Be Creepin / Sugar For Mr. Morrison". Island (julio 1969)
- "I'll Be Creepin / Mouthful Of Grass". A&M (agosto 1969)
- "All Right Now / Mouthful Of Grass". Island (mayo 1970) - POP #4; UK #2
- "The Stealer / Lying In The Sunshine". Island (noviembre 1970)
- "The Stealer / Broad Daylight". A&M (noviembre 1970) - POP #49
- "The Highway Song / Love You So". A&M (enero 1971)
- "My Brother Jake / Only My Soul". Island (abril 1971) - UK #4
- "Little Bit Of Love / Sail On"'. Island (mayo 1972) - POP #119; UK #13
- "Wishing Well / Let Me Show You". Island (diciembre 1972) - POP #112; UK #7
- "Travellin' In Style / Easy On My Soul". Island (marzo 1973)
- "The Hunter / Worry". Island (noviembre 1976)
- "The FREE EP" [All Right Now / My Brother Jake / Wishing Well] . Island (febrero de 1978) - UK #11
- "All Right Now (remix) / I'm a Mover (en vivo, grabado en John Peels Top Gear)". Island (febrero de 1991) - UK #8
- "My Brother Jake (remix) / Wishing Well (remix)". Island (abril de 1991)

POP: Billboard Hot 100 Chart; UK: UK Singles Chart